# November 2001
Portal Geschichte | Portal Biografien | Aktuelle Ereignisse | Jahreskalender | Tagesartikel

◄ |
20. Jahrhundert |
21. Jahrhundert

◄ |
1970er |
1980er |
1990er |
2000er
| 2010er | 2020er | 2030er | ►

◄ |
1997 |
1998 |
1999 |
2000 |
2001
| 2002 | 2003 | 2004 | 2005 | ►

◄ |
August 2001 |
September 2001 |
Oktober 2001 |
November 2001 |
Dezember 2001 |
Januar 2002 |
Februar 2002 |
►
Dieser Artikel behandelt tagesbezogene Nachrichten und Ereignisse im November 2001.

## Tagesgeschehen

### Donnerstag, 1. November 2001

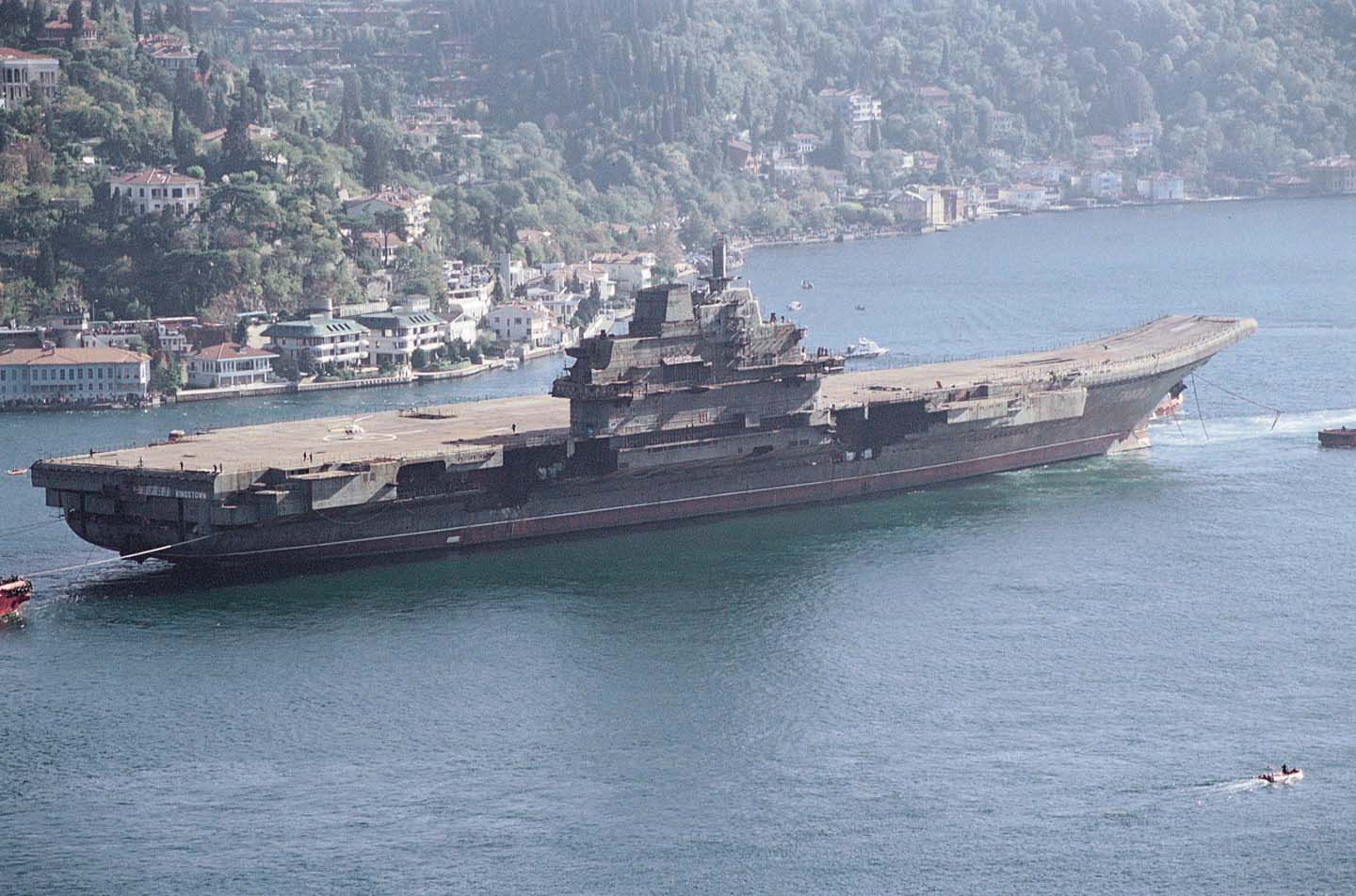
Schlepper bringen die Warjag ins Mittelmeer

- Berlin/Deutschland: Der Regierende Bürgermeister von Berlin Klaus Wowereit (SPD) tritt sein Amt als Präsident des Bundesrates an.[1]
- Istanbul/Türkei: Der halbfertige Flugzeugträger Warjag passiert nach Klärung der finanziellen Einzelheiten durch die Volksrepublik China den Bosporus. Die Ukraine verkaufte das Projekt 1998 an einen Geschäftsmann aus Macau, der eine rein zivile Nutzung des Schiffs versprach.[2]

### Samstag, 3. November 2001
- Singapur/Singapur: Bei der Parlamentswahl gewinnt die Volksaktionspartei 82 der 84 zu vergebenden Sitze im Parlament.[3]

### Sonntag, 4. November 2001
- Los Angeles/Vereinigte Staaten: Bei der Verleihung des Fernsehpreises Emmy wird u. a. der 1931 in Berlin geborene Regisseur Mike Nichols ausgezeichnet. Er ist die neunte Person, die Emmy, Grammy, Oscar und Tony Award gewonnen hat. Am Schluss der Veranstaltung singt Barbra Streisand zu Ehren der Opfer der Attentate am 11. September das Lied You’ll Never Walk Alone aus dem Musical Carousel.[4][5]

### Dienstag, 6. November 2001
- Weidenberg/Deutschland: Im Fahrwasser der Anthrax-Anschläge in den USA häufen sich Milzbrand-Alarmmeldungen in Europa. In einzelnen Fällen werden mögliche Opfer stundenlang unter Quarantäne gestellt. Es handelt sich allerdings um vorgetäuschte Straftaten mit unwirksamen Pulvern.[6]

### Mittwoch, 7. November 2001
- Berlin/Deutschland: Das Kabinett Schröder beschließt den Antrag zur Entsendung der Bundeswehr nach Afghanistan an der Seite der Vereinigten Staaten. Der Antrag soll dem Bundestag im Dezember vorgelegt werden. Dessen Zustimmung und damit der erste Auslandseinsatz in einem Angriffskrieg seit Gründung der Bundesrepublik gelten als sicher.[7]

### Samstag, 10. November 2001
- Canberra/Australien: Bei der Parlamentswahl entscheiden die Wähler über alle Sitze im Repräsentantenhaus und über 40 Sitze im Senat. Die Koalition aus Liberaler Partei (LPA) und Nationaler Partei, die den amtierenden Premierminister John Howard (LPA) stützt, erhält bei leichten Zugewinnen die absolute Mehrheit der Mandate im Repräsentantenhaus. Im Senat bleibt die LPA vor der Partei der Arbeit stärkste Kraft.[8]
- Wien/Österreich: Bei der zweiten Verleihung des Nestroy-Theaterpreises werden die Deutsche Judith Engel als beste Schauspielerin und ihr Landsmann  Sven-Eric Bechtolf als bester Schauspieler ausgezeichnet.

### Montag, 12. November 2001

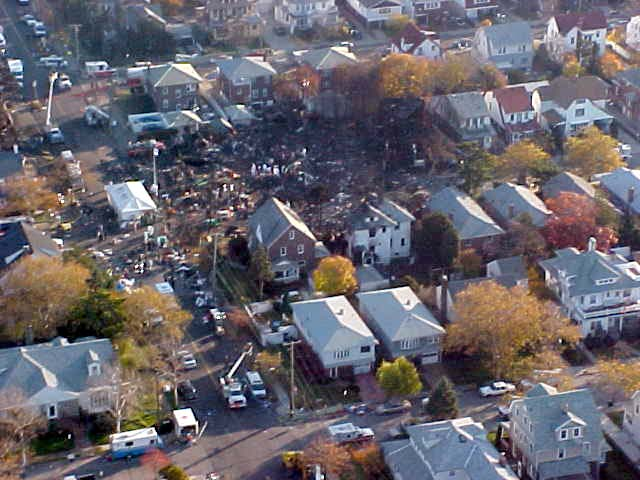
Absturzstelle des AA-Flugs 587

- New York/Vereinigte Staaten: Beim Absturz eines Flugzeugs vom Typ Airbus A300 auf dem American-Airlines-Flugs 587 kommen 265 Menschen ums Leben. Der Erste Offizier reagierte kurz nach dem Start falsch auf Luftturbulenzen.[9]

### Dienstag, 13. November 2001

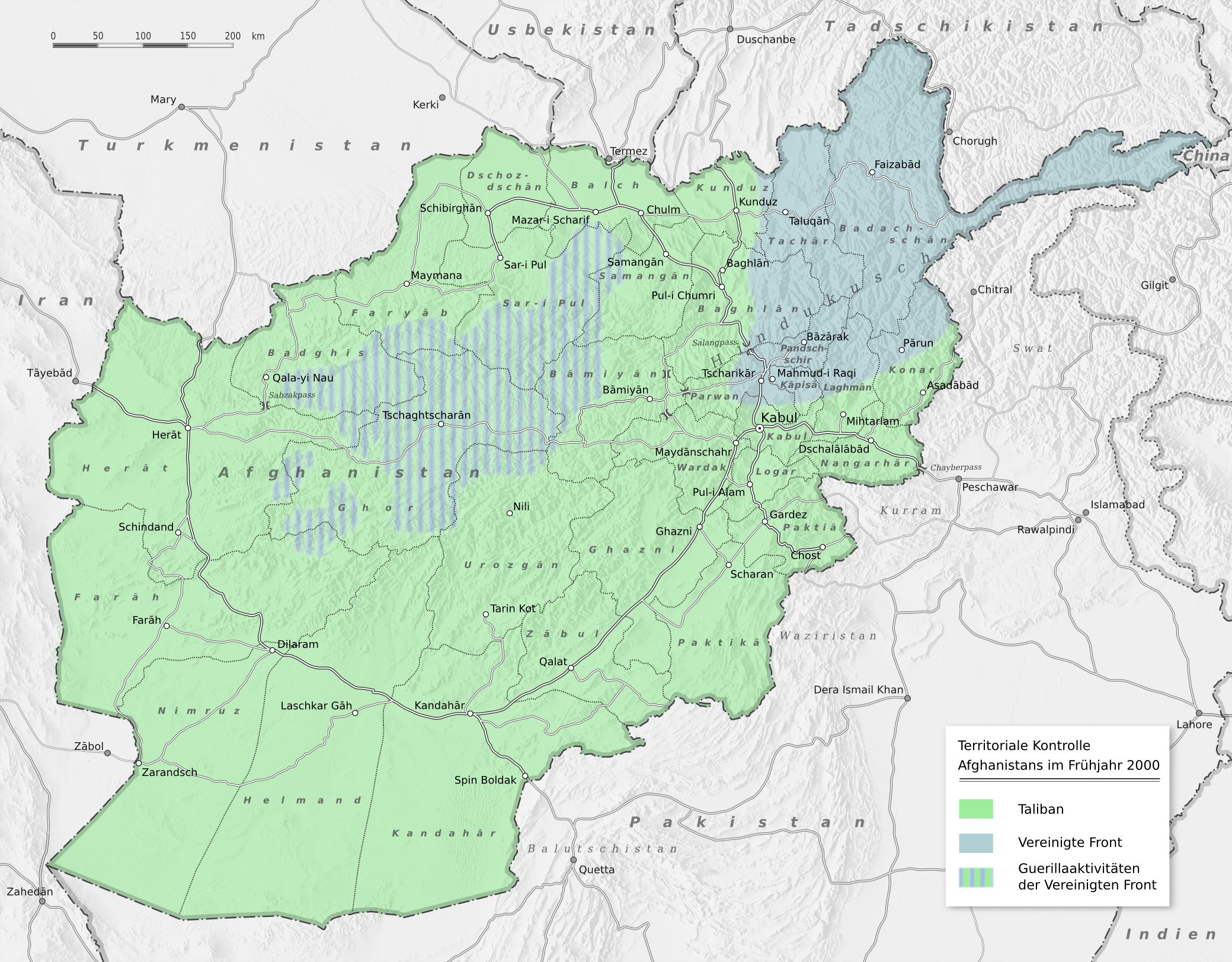

- Kabul/Afghanistan: Mit Luftkrieg-Unterstützung durch die Vereinigten Staaten erzwingt die Nationale Islamische Vereinigte Front zur Rettung Afghanistans (Nordallianz) den kompletten Rückzug der bis dato regierenden radikal islamistischen Taliban-Bewegung aus der afghanischen Hauptstadt. Die Nordallianz ist ein Bündnis politischer und militärischer Akteure mit regionaler Macht – v. a. so genannter „Kriegsfürsten“ und nicht mit den Taliban kooperierender Mudschaheddin.[10]

### Freitag, 16. November 2001

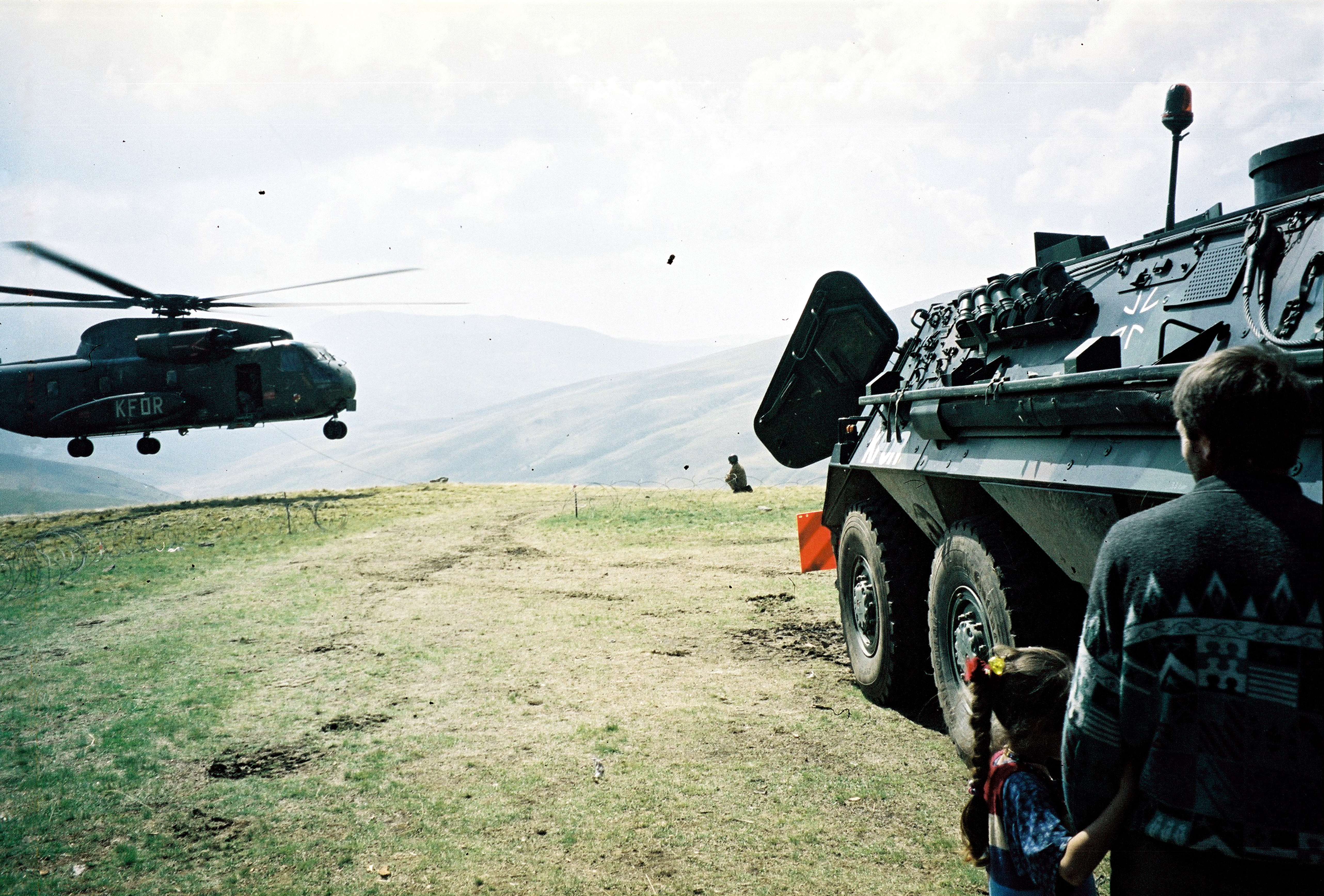
KFOR-Einsatz der Bundeswehr: Er gilt als Friedenssicherung, der geplante Afghanistan-Einsatz für viele Deutsche nicht

- Berlin/Deutschland: Im Bundestag stellt Bundeskanzler Gerhard Schröder (SPD) die Vertrauensfrage. Wenn ihm mehr als 50 % der Mandatsträger das Misstrauen aussprechen, kann er bei Bundespräsident Johannes Rau die Auflösung des Bundestags beantragen, doch Schröder erhält das Vertrauen der Abgeordneten. Er sieht dies als Bestätigung seiner Außenpolitik und die gewünschte Bundeswehr-Beteiligung an der NATO-Operation Enduring Freedom.[11]

### Sonntag, 18. November 2001
- Sofia/Bulgarien: Staatspräsident Petar Stojanow wird nach einer Amtsperiode abgewählt. In einer Direktwahl entscheidet sich die Mehrheit der Bulgaren für den Kandidaten der Sozialistischen Partei Georgi Parwanow als Nachfolger.[12]

### Montag, 19. November 2001

Logo des Welttoilettentages

- Singapur/Singapur: Der von der Welttoilettenorganisation ins Leben gerufene Welttoilettentag wird erstmals begangen. Er soll weltweit Tabus beseitigen und daran erinnern, dass mehr als 40 % der Weltbevölkerung keinen Zugang zu ausreichend hygienischen Sanitäreinrichtungen haben.[13]

### Mittwoch, 21. November 2001
- Krefeld/Deutschland: Auf dem Tankschiff Stolt Rotterdam, welches Salpetersäure geladen hat, kommt es zu einem Wassereinbruch. Durch den Einsatz der Feuerwehr konnte das Schiff am Sinken gehindert werden, jedoch musste ein Teil der Säure in den Rhein geleitet werden und eine  Stickoxidwolke zog über Duisburg.[14][15]

### Samstag, 24. November 2001

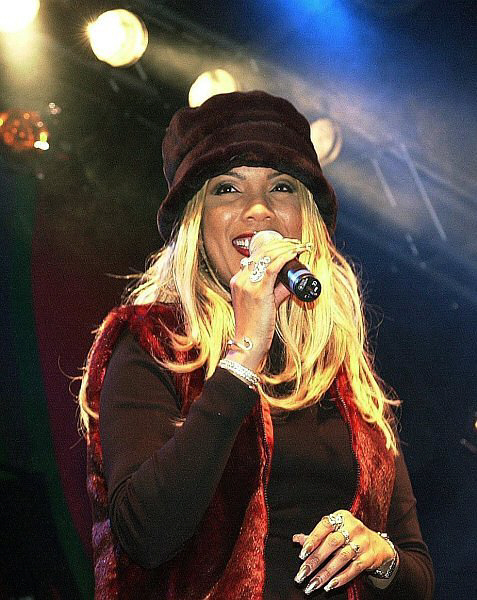
Melanie Thornton

- Bassersdorf/Schweiz: Der Pilot eines Flugzeugs vom Typ Avro RJ beendet den Crossair-Flug 3597 mit einer kontrollierten Landung in einem Waldgebiet. Während neun Menschen überleben, finden 24 Insassen den Tod, unter ihnen die Pop-Sängerin Melanie Thornton.[16]

### Sonntag, 25. November 2001
- Vatikanstadt: Papst Johannes Paul II. spricht Léonie Aviat heilig, die 1868 die Ordensgemeinschaft der Oblatinnen des heiligen Franz von Sales mitbegründete.[17]

### Dienstag, 27. November 2001
- Tokio/Japan: Im Spiel um den Fußball-Weltpokal für Vereinsmannschaften gewinnt Bayern München aus Deutschland mit 1:0 nach Verlängerung gegen den argentinischen Club Atlético Boca Juniors aus Buenos Aires. Das Siegtor erzielt Samuel Kuffour.[18]

## Weblinks

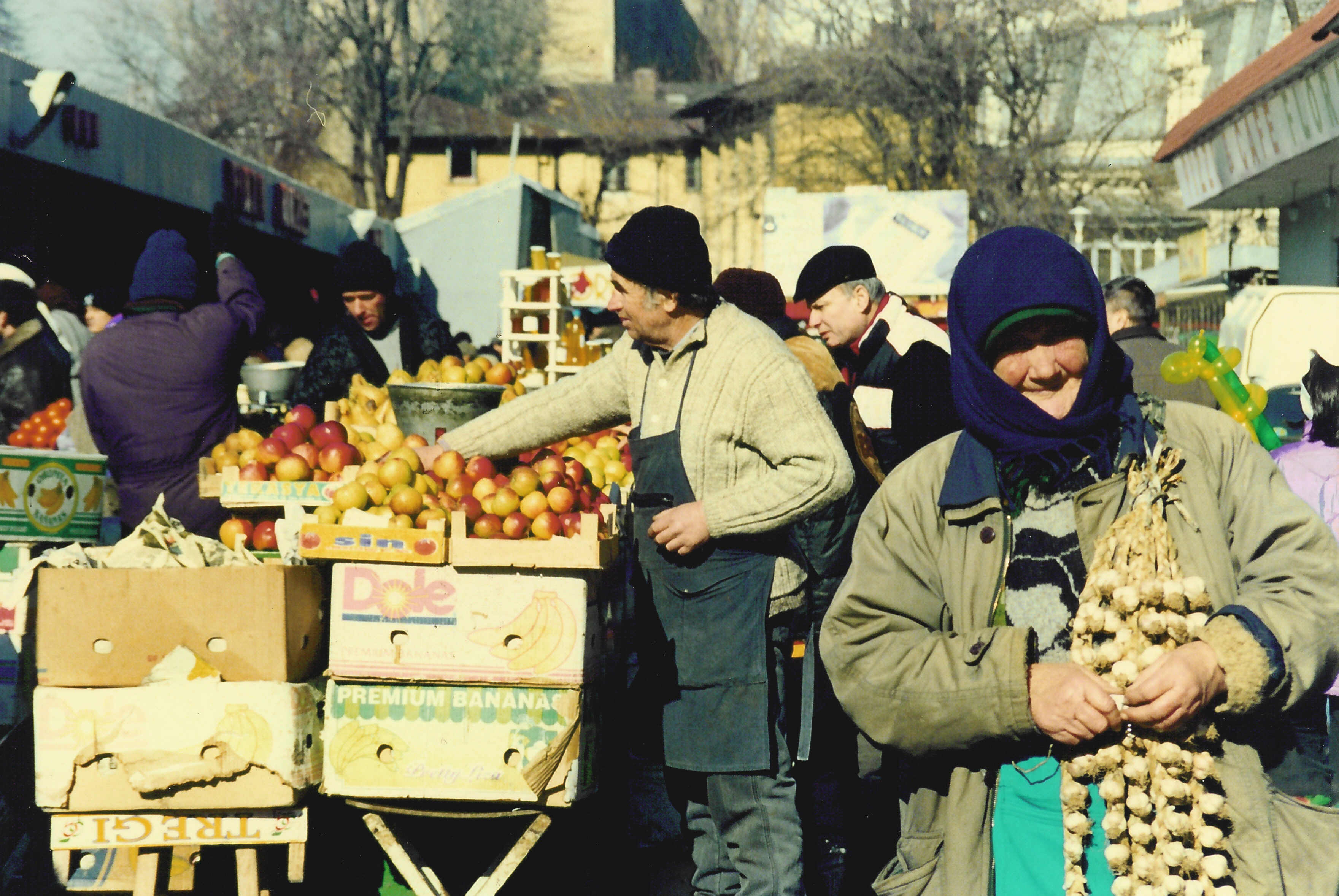
Bukarest im November 2001